# جونجورا

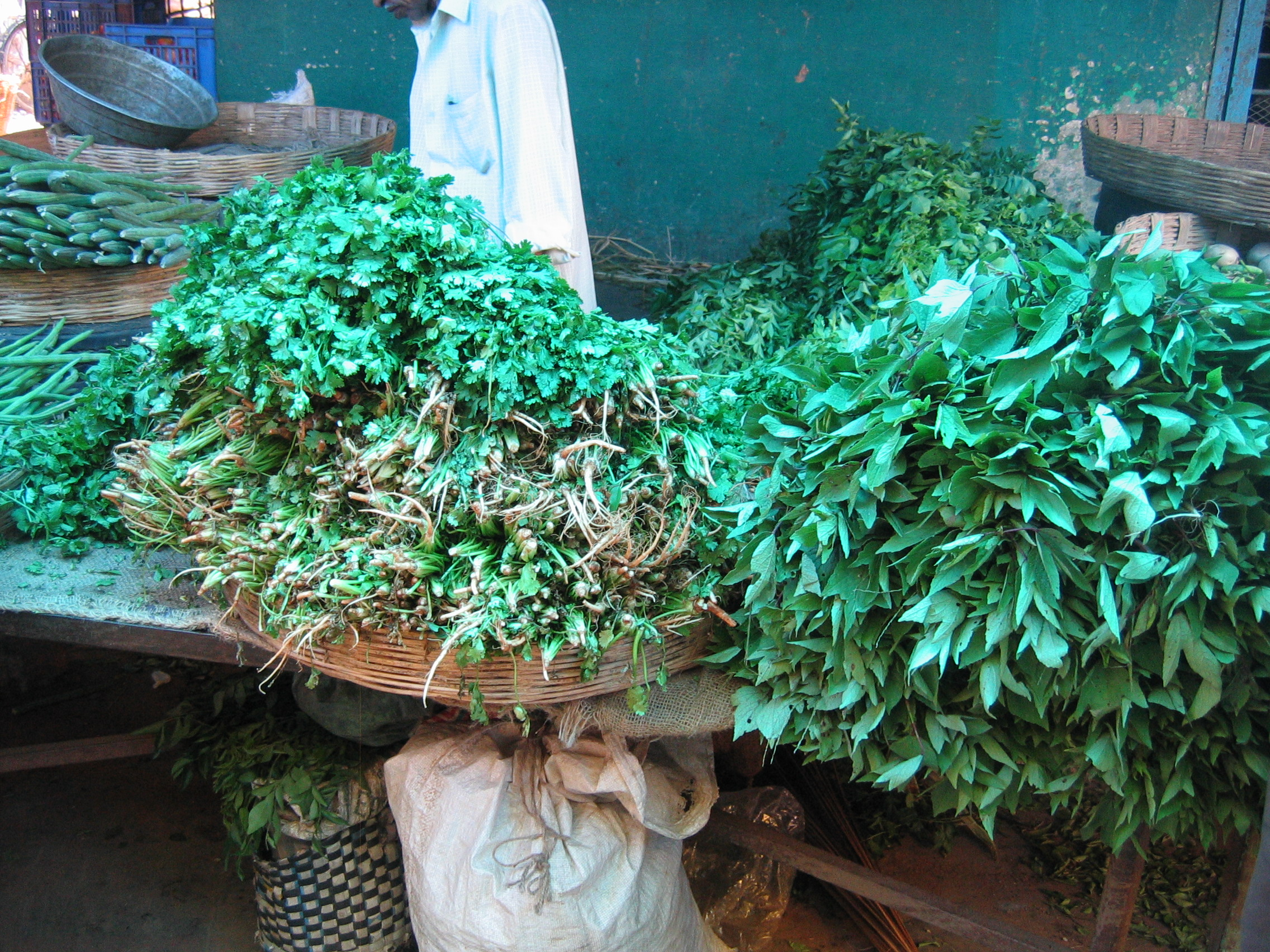
الجنجورا أو بونتيكورا.

الجونجورا (بالإنجليزية: Hibiscus sabdariffa var. rubra)‏، أو بونتيكورا، أو جوجاكو، هي نوع من نبات الكركديه يُزرع من أجل أوراقه الصالحة للأكل في الهند ودول أخرى مثل فيجي. تُستخدم هذه الأوراق في المأكولات الهندية في جنوب وسط الهند لإضفاء نكهة حامضة.
توجد للجونجورا نوعان: النوع ذو السيقان الخضراء والنوع ذو السيقان الحمراء. يتميز النوع ذو السيقان الحمراء بكونه أكثر حموضة من النوع ذو السيقان الخضراء.
تُعد الجونجورا مصدرًا غنيًا بالحديد والفيتامينات وحمض الفوليك ومضادات الأكسدة الضرورية لتغذية الإنسان.

## الوصف

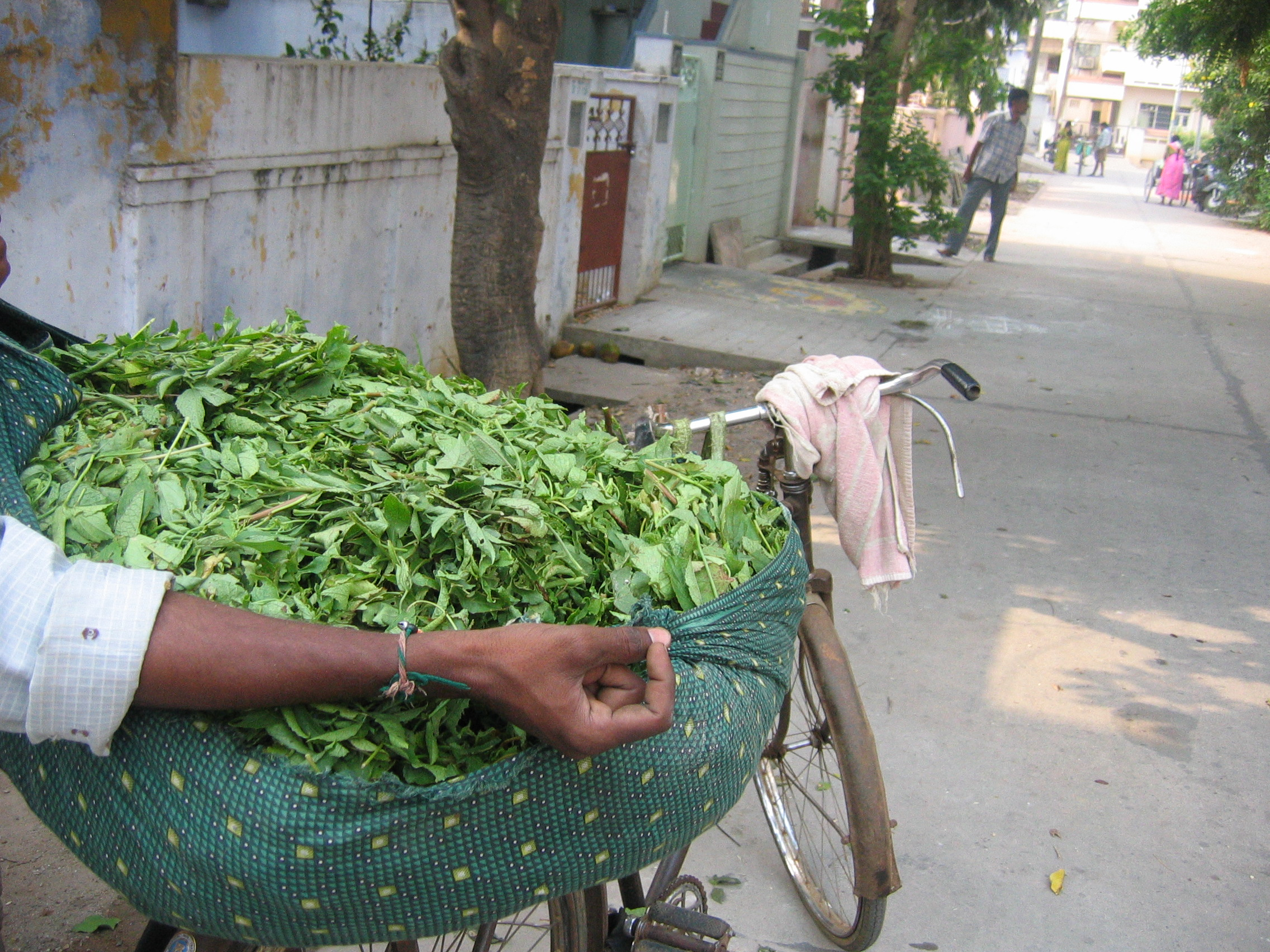
الجنجورا تُباع في سوق الخضار في مدينة غونتور، الهند.

جنجورا باشادّي (Gongura'pacchadi)، وهو نوع من الصلصة أو المخللات، يُعتبر جزءًا أساسيًا من المطبخ الأندراوي. يُطلق على هذا الطبق محليًا اسم "أندرا ماتا" (أم أندرا) بين أفراد مجتمع التيلجو، خصوصًا في ولاية أندرا براديش، نظرًا لأهميته في النظام الغذائي اليومي لديهم. على الرغم من أن للجنجورا استخدامات طهي متعددة، فإن الشكل الأكثر شيوعًا هو الشكل المخلل.
في حين أن الجنجورا تُستهلك على نطاق واسع في المنازل في جميع أنحاء أندرا براديش، إلا أنها تحظى بشعبية أكبر في الفنادق والمطاعم والمقاهي وأماكن تناول الطعام. تُزرع الجنجورا أيضًا في ولايات كارناتاكا، أوديشا، تيلانجانا، ماهاراشترا، تريبورا، أروناشال براديش (المنطقة الشمالية الشرقية من الهند)، وبعض أجزاء منطقة تشيتاغونغ هيل تراكتس في بنغلاديش (وهي منطقة ذات أغلبية سكانية من القبائل).
تُعد الجنجورا خضارًا شعبيًا في مجتمع الشاكما، حيث تُعرف باسم "أاميلي" (Aamelli). وبالمثل، فإن الجنجورا تحظى بشعبية في تاميل نادو حيث تُسمى "بوليشاكيراي" في اللغة التاميلية. في ولاية أوديشا، تُعرف باسم "غوركورا" أو "خاتا بالانغا". في ولاية كيرالا، تُعرف باسم "ماثيبولي"، "مينبولي" ، أو "بوليفيندا".
في مطبخ شمال ووسط كارناتاكا، تُعرف باسم "بوندي بالي/بوندي سوپو"، ويتم تناولها بانتظام مع خبز "جولاد روتي" (Jowar rotti). يُعتبر الطبق الشهير المصنوع من بوليشاكيراي هو "راجي كالي/راجي مودّي" (Ragi Kali/Ragi Mudde)، والذي كان غذاءً شائعًا لسكان القرى في الماضي (نظرًا لتوفر هذه المواد بسهولة في الزراعة).
في اللغة الماراثية، تُسمى "أمبادي"، وتُحضر خصيصًا كحساء يُقدم للإلهة ماهالاكشمي/غاوري خلال مهرجان ماهالاكشمي السنوي، الذي يقام على مدار ثلاثة أيام ضمن مهرجان غانيشا شاتورثي الذي يستمر عشرة أيام في ماهاراشترا.
تُعرف الجنجورا بأسماء مختلفة في اللغات الهندية الأخرى، مثل:

- "بيتواء" (Pitwaa) في الهندية.
- "كوتروم" (Kotrum) في جهارخاند.
- "ميستابات" (Mestapat) في البنغالية.
- "أماري" (Amaari) في تشاتيسغارهي.
- "أنتور" (Anthur) في الميزو.
- "سوجري" (Sougri) في المانيبوري.
- "سانكوكد" (Sankokda) في البنجابية.
- "أاميلي" (Aamelli) في الشاكما.
- "موثا" (Mwitha) في البودو.
- "أوراق الكناف" (Kenaf Leaves) في الإنجليزية.
- "شين باونغ" (Chin Baung) في البورمية.

الجنجورا محصول صيفي، وكلما زادت حرارة المنطقة، أصبحت الأوراق أكثر حموضة.

## أطباق الجنجورا

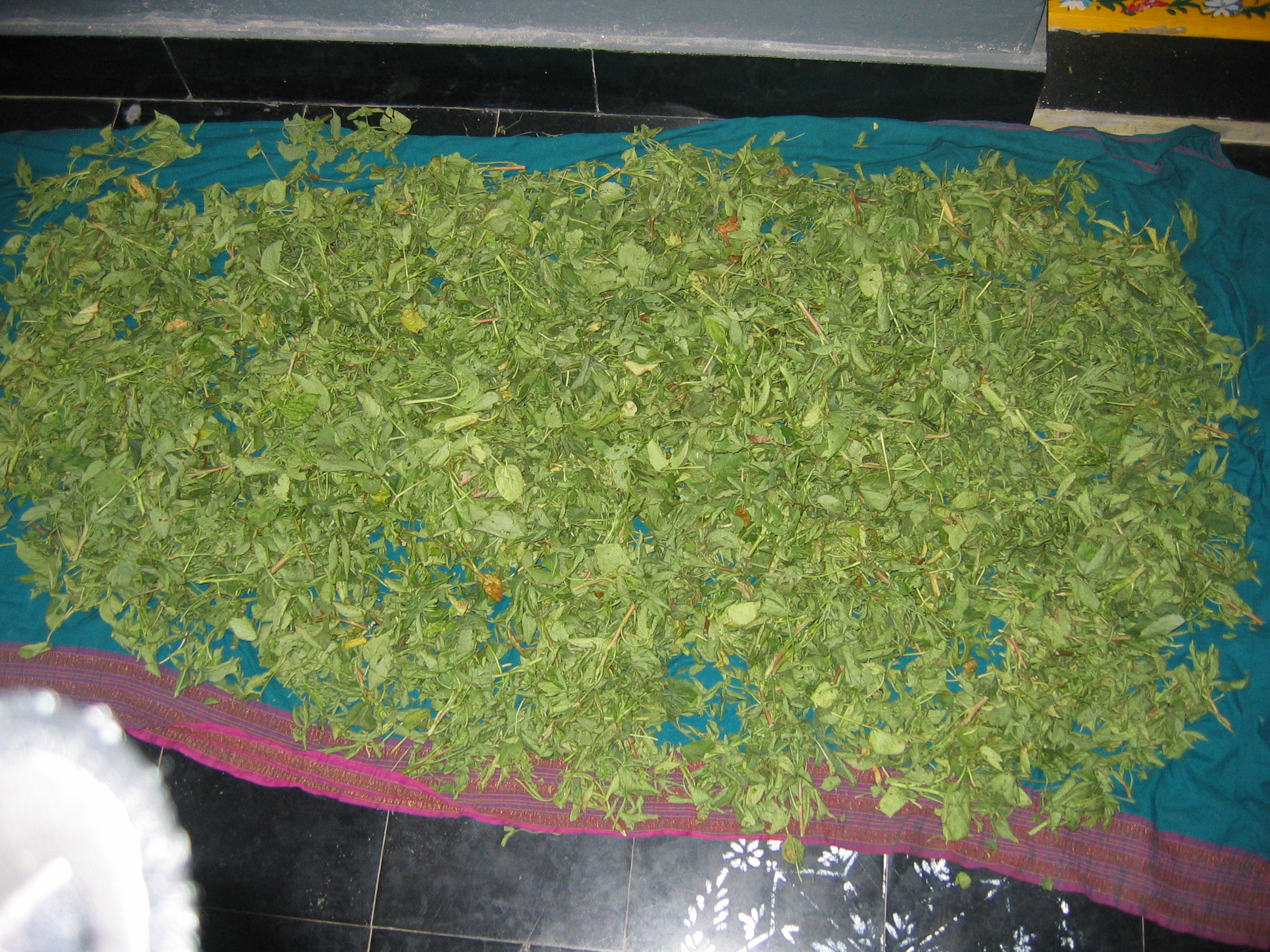
تجفيف الغونغورا للمخللات.

تحظى الجنجورا بشعبية كبيرة في ولاية أندرا براديش وكارناتاكا ومانيبور وتريبورا وأيضًا ميزورام. تكون ورقة الغونغورا الصغيرة عبارة عن ورقة كاملة. ومع تقدم عمر الورقة، تنقسم الورقة إلى أربعة أجزاء أو أكثر.
ومن بين الوصفات الأخرى المعروفة التي يتم تحضيرها باستخدام الغونغورا كمكون رئيسي، نجد الغونغورا بابو (العدس)، والغونغورا مامسام (لحم الماعز/الضأن)، والغونغورا رويالو (الجمبري). وفي الآونة الأخيرة، يتم تقديم دجاج الغونغورا أيضًا في المطاعم. تحظى الغونغورا والقرع بشعبية كبيرة لدى مجتمع التيلجو في جنوب إفريقيا. كما يأكلها أيضًا شعب الأشولي واللانغو في شمال أوغندا، حيث يُعرف باسم مالاكوانج.
في مجتمع بودو في ولاية آسام أيضًا، يتم تناول "الجونجورا" المعروف باسم "مويتا" بشكل متكرر للغاية، ويتم تحضيره على هيئة كاري مع لحم الخنزير، "مويتا-أوما"، مع أسماك البركة باسم "مويتا-نا" مع الروبيان باسم "مويتا-ناثور". تمتزج الأوراق ذات المذاق الحامض والملمس الزلق بسهولة وتشكل طبقًا رائعًا مع عناصر غير نباتية. يعتقد مجتمع بودو أن تناول الحامض يساعد في مكافحة حرارة الصيف الحارقة ويمنع المرض.
بعض الكاري والمخللات الأكثر شيوعًا المصنوعة من الجونجورا هي كما يلي:
- بولا جونجورا (جونجورا + فلفل أحمر)
- بوليهارا جونجورا (جونجورا وتمر هندي)
- جونجورا بابو (جونجورا + عدس)
- جونجورا بولوسو (يخنة جونجورا)
- دجاج جونجورا (جونجورا + دجاج)

- كركديه
- حماض بستاني